# غاري دبليو. مارتيني
غاري دبليو. مارتيني (بالإنجليزية: Gary W. Martini)‏ هو جندي أمريكي، ولد في 21 سبتمبر 1948 في كسينغتون في الولايات المتحدة، وتوفي في 21 أبريل 1967 في دا نانغ في فيتنام.